# Władysław Rypiński
Władysław Rypiński, ps. Stary, Michał, Rypa (ur. 20 marca 1902 w Petrykozach, zm. 11 października 1947 w Chudzynku) – polski działacz komunistyczny, oficer Gwardii Ludowej i Armii Ludowej. Po wojnie dowodził szwadronem śmierci, który na zlecenie władz PPR dokonywał zabójstw działaczy PSL i byłych żołnierzy AK.

## Życiorys
Pochodził z ubogiej chłopskiej rodziny Stanisława i Marianny Rypińskich. Przed II wojną światową podejmował się różnych zawodów, m.in. stróża nocnego, pomocnika w młynie. W latach 1932–1938 był członkiem Komunistycznej Partii Polski. Podczas okupacji hitlerowskiej pracował w majątku Łęg w powiecie płockim. W połowie 1942 wstąpił do PPR, GL i AL, gdzie poznał Jakuba Krajewskiego, ps. Kuba, który po wojnie był również dowódcą PPR-owskiego „szwadronu śmierci”. Należał do najaktywniejszych działaczy na tym terenie, m.in. zaangażował do konspiracji PPR i GL całą, liczną rodzinę. Na początku 1944 został awansowany na podporucznika i mianowany dowódcą AL na powiat płocki. Następnie objął dowództwo oddziału partyzanckiego AL. 9 lipca 1944 jego oddział ochraniał pierwsze posiedzenie konspiracyjnej Wojewódzkiej Rady Narodowej (WRN), w skład której wszedł m.in. sam Rypiński. W połowie 1944 z oddziału Rypińskiego utworzono 1 batalion, nadając mu imię „Ziemi Płockiej”; działał w składzie Brygady AL „Synowie Ziemi Mazowieckiej”. Awansował do stopnia porucznika. Dowodzona przez niego jednostka wyróżniała się aktywnością bojową, m.in. 20 sierpnia 1944 wzięła udział w bitwie Brygady pod Pokrytkami z dwoma batalionami SS wspieranymi przez żandarmerię i własowców, artylerię lekką, broń pancerną i lotnictwo, w której zginęło 15 Niemców, w tym 6 oficerów SS, a 20 zostało rannych; partyzanci stracili 7 zabitych i 5 rannych, w tym lekko rannego por. Rypińskiego. Na początku listopada 1944 oddział brał udział w walkach w rejonie Myślina, Huty w powiecie lipnowskim i w miejscowości Zalesie w powiecie sierpeckim, w których Rypiński został dwukrotnie ranny. Po wyleczeniu się z ran walczył nadal do stycznia 1945. Następnie wstąpił do Milicji Obywatelskiej. W latach 1945–1947 był sekretarzem PPR i przewodniczącym Gminnej Rady Narodowej (GRN) w Łęgu i zastępcą komendanta powiatowego Ochotnicza Rezerwa Milicji Obywatelskiej (ORMO) w Płocku. Dowodzona przez niego „grupa egzekucyjna”, dokonująca zabójstwa zlecone przez władze PPR, zamordowała w latach 1945–1947 około stu osób, głównie związanych z Polskim Stronnictwem Ludowym i Armią Krajową. Najgłośniejszą zbrodnią dokonaną przez jego grupę stało się zamordowanie braci Gójskich w listopadzie 1945. Najbardziej aktywnymi członkami jego grupy byli Edward Tyburski, Jan Lewicki, milicjanci Henryk Kwiatkowski i Stanisław Stołowski i szef PUBP w Płocku Tadeusz Konopka. Dowódca 1. Batalionu im. Ziemi Płockiej.
11 października 1947 został zabity przez Wiktora Stryjewskiego, ps. Cacko, z oddziału ROAK podczas powrotu z wiecu PPR we wsi Chudzynek.

## Ordery i odznaczenia
- Krzyż Srebrny Orderu Virtuti Militari
- Złoty Krzyż Zasługi (pośmiertnie, 7 listopada 1947)[2]
- Krzyż Walecznych[3]